# 喜多修平
喜多 修平（きた しゅうへい、1980年7月29日 - ）は、日本の男性歌手。HIGHWAY STAR所属。大阪府泉南郡熊取町出身、和泉市育ち。血液型はA型。愛称はきたぽんなど。
アニメソングを専門に歌うアニソン歌手であり、自身も作詞作曲をするいわゆる「シンガーソングライター的なもの」（本人談）でもある。

## 概要
2007年夏に開催されたアニマックス主催の第1回全日本アニソングランプリにて、歌唱力とパフォーマンスを評価され優勝。これをきっかけに2008年1月に放送されたテレビアニメ『PERSONA -trinity soul-』の第1期オープニング主題歌「Breakin' through」でデビュー、1万枚を超えるヒットを記録した。
2009年3月1日よりSOLID VOX（後のHIGHWAY STAR）の所属となった。3rdシングル『STORIES』、同年11月11日にGloryHeavenから発売された、本シングルよりレーベルをアニプレックスからランティスに移している。
2010年5月7日、初の自作詞・作曲となる4thシングル『Secret Garden』をリリース。以降も、5thシングル『世界で一番恋してる』のC/W曲「Spiral Lovers」、6thシングル『世界の果てに君がいても』のC/W曲「Starlight Rhapsody」ほか、自身の作詞・作曲による楽曲をリリースし続けている。
2013年4月に放送されたテレビアニメ『宇宙戦艦ヤマト2199』の主題歌「宇宙戦艦ヤマト」にProject Yamato 2199の一員として参加、歌唱している。

## 人物
好きなアニメは『ZOIDS』『宇宙船サジタリウス』『魔神英雄伝ワタル』等。『宇宙船サジタリウス』に関しては、ファンによるDVD化の署名活動に参加、発売されたDVD-BOXもすぐさま全巻購入したほどの大ファンである。さらに同作のエンディング曲「夢光年」は彼のフェイバリットアニメソングであり、デビューのきっかけを掴んだ第1回全日本アニソングランプリの決勝大会でも熱唱していた。

## ディスコグラフィ

### シングル
|            | 発売日         | タイトル                          | 規格品番    | 規格品番   | オリコン 最高位 |
| 初回限定盤 | 発売日         | タイトル                          | 通常盤      |            | オリコン 最高位 |
| ---------- | -------------- | --------------------------------- | ----------- | ---------- | --------------- |
| 1st        | 2008年2月27日  | Breakin' through                  | SVWC-7532/3 | SVWC-7534  | 26位            |
| 2nd        | 2008年8月27日  | 一斉の声                          | SVWC-7573/4 | SVWC-7575  | 48位            |
| 3rd        | 2009年11月11日 | STORIES                           | -           | LASM-4032  | 136位           |
| 4th        | 2010年5月7日   | Secret Garden                     | -           | LACM-4713  |                 |
| 5th        | 2011年5月11日  | 世界で一番恋してる                | -           | LACM-4799  | 36位            |
| ※          | 2011年9月22日  | JUSTxxx / KEEP OUT                | -           | LACM-4852  | 78位            |
| 6th        | 2011年10月26日 | 世界の果てに君がいても            | -           | LACM-4866  | 58位            |
| ※          | 2012年4月25日  | 金桜の契り                        | -           | LACM-4852  | 159位           |
| 7th        | 2012年5月16日  | この手で抱きとめるから            | -           | LACM-4929  | 72位            |
| 8th        | 2012年11月21日 | 君だけを                          | -           | LACM-14028 | 142位           |
| 9th        | 2014年3月26日  | 優しい軌跡/世界がキミと出会うまで | -           | LACM-14192 | 65位            |
| 10th       | 2015年5月27日  | RISE OF SOULS                     | -           | LACM-14344 |                 |
| 11th       | 2018年2月28日  | HOWLING SWORD / Promise           | -           | LACM-14728 |                 |
| 12th       | 2020年2月19日  | 未来もキミの手の中で              | -           | LACM-14973 | 91位            |

### アルバム

#### オリジナルアルバム
| 枚  | 発売日        | タイトル       | 規格品番   | オリコン 最高位 |
| --- | ------------- | -------------- | ---------- | --------------- |
| 1st | 2012年2月29日 | ユメノキセキ   | LACA-15188 | 163位           |
| 2nd | 2013年7月24日 | ユメミルセカイ | LACA-15325 | 206位           |

#### ミニアルバム
| 枚     | 発売日        | タイトル     | 規格品番  | 備考                                                             | オリコン 最高位 |
| ------ | ------------- | ------------ | --------- | ---------------------------------------------------------------- | --------------- |
| カバー | 2008年7月16日 | キタポニクス | SVWC-7570 | 初回仕様には特製オフショットブックレット「キタポン日記」を封入。 | 229位           |

### タイアップ
| 楽曲                              | タイアップ                                                                           | 時期   |
| --------------------------------- | ------------------------------------------------------------------------------------ | ------ |
| Breakin' through                  | テレビアニメ『PERSONA -trinity soul-』オープニングテーマ                             | 2008年 |
| 一斉の声                          | テレビアニメ『夏目友人帳』オープニングテーマ                                         | 2008年 |
| STORIES                           | テレビアニメ『ミラクル☆トレイン〜大江戸線へようこそ〜』エンディングテーマ            | 2009年 |
| Soul Phrase                       | ゲーム『ペルソナ3 ポータブル』オープニングテーマ                                     | 2009年 |
| Secret Garden                     | ゲーム『乙女的恋革命★ラブレボ!! Portable』オープニングテーマ                         | 2010年 |
| 君の手 僕の手                     | ゲーム『乙女的恋革命★ラブレボ!! Portable』エンディングテーマ                         | 2010年 |
| 優しさに守られて                  | テレビアニメ『咎狗の血』第8話エンディングテーマ                                      | 2010年 |
| ニンニンマン！                    | アニメ『万能野菜 ニンニンマン』主題歌                                                | 2011年 |
| 世界で一番恋してる                | テレビアニメ『世界一初恋』オープニングテーマ                                         | 2011年 |
| 世界で一番恋してる                | Webラジオ番組『世界一初恋〜WEBラジオの場合〜』オープニングテーマ                     | 2011年 |
| あたりまえのような奇跡            | テレビアニメ『世界一初恋』イメージソング                                             | 2011年 |
| JUSTxxx                           | OAD『VitaminX Addiction』Act.2 挿入歌                                                | 2011年 |
| 世界の果てに君がいても            | テレビアニメ『世界一初恋2』オープニングテーマ                                        | 2011年 |
| 世界の果てに君がいても            | Webラジオ番組『世界一初恋〜WEBラジオの場合〜』オープニングテーマ                     | 2011年 |
| その時が来るまで                  | テレビアニメ『世界一初恋2』イメージソング                                            | 2011年 |
| CROW's SKY                        | テレビアニメ『バクマン。2』挿入歌                                                    | 2011年 |
| 泥だらけの星                      | パチンコ『びっくりぱちんこ巨人の星』挿入歌                                           | 2011年 |
| Break Deadlock                    | パチスロ『サムライスピリッツ鬼』挿入歌                                               | 2011年 |
| 金桜の契り                        | ゲーム『雅恋 〜MIYAKO〜 あわゆきのうたげ』オープニングテーマ                         | 2012年 |
| この手で抱きとめるから            | テレビアニメ『緋色の欠片』エンディングテーマ                                         | 2012年 |
| 未来から来た戦士〜セイバーミライ  | 『大阪市消防局 セイバーミライ』テーマソング                                          | 2012年 |
| Let's Go! ミライ                  | 『大阪市消防局 セイバーミライ』テーマソング                                          | 2012年 |
| 君だけを                          | テレビアニメ『緋色の欠片 第二章』エンディングテーマ                                  | 2012年 |
| Shining Days 〜僕らの恋模様〜     | ゲーム『乙女的恋革命★ラブレボ!! 100kgからはじまる→恋物語』オープニングテーマ         | 2013年 |
| Special                           | ゲーム『乙女的恋革命★ラブレボ!! 100kgからはじまる→恋物語』エンディングテーマ         | 2013年 |
| 終わらない二人の物語              | ゲーム『乙女的恋革命★ラブレボ!! 100kgからはじまる→恋物語』グランドエンディングテーマ | 2013年 |
| Ultimate Impact 〜衝激鳴動〜      | パチスロ『絶対衝激II 〜PLATONIC HEART〜』挿入歌                                      | 2013年 |
| 優しい軌跡                        | 劇場版アニメ『世界一初恋〜横澤隆史の場合〜』主題歌                                   | 2014年 |
| 世界がキミと出会うまで            | 劇場版短編アニメ『世界一初恋〜バレンタイン編〜』主題歌                               | 2014年 |
| RISE OF SOULS                     | テレビアニメ『バトルスピリッツ 烈火魂』オープニングテーマ                            | 2015年 |
| VOICE OF PROMISE                  | ゲームアプリ『ZOIDS FIELD OF REBELLION』テーマソング                                 | 2017年 |
| HOWLING SWORD                     | テレビアニメ『牙狼〈GARO〉-VANISHING LINE-』オープニングテーマ                       | 2018年 |
| REAL SAVIORS                      | パチンコ『CRサイボーグ009VSデビルマン』挿入歌                                        | 2018年 |
| Sympathetic Labyrinth～生々流転～ | 映画『桃源郷ラビリンス～生々流転～』主題歌                                           | 2019年 |
| 未来もキミの手の中で              | アニメ『世界一初恋〜プロポーズ編〜』主題歌                                           | 2020年 |

### 参加作品
| 発売日   | 商品名                                                 | 歌 | 楽曲                                                  | 備考                                                                     |
| 2009年   | 2009年                                                 | 2009年 | 2009年                                                | 2009年                                                                   |
| -------- | ------------------------------------------------------ | --- | ----------------------------------------------------- | ------------------------------------------------------------------------ |
| 11月25日 | ペルソナ3 ポータブル オリジナル・サウンドトラック      | 喜多修平 | 「Soul Phrase」                                       | ゲーム『ペルソナ3 ポータブル』オープニングテーマ                         |
| 2011年   |                                                        | |                                                       |                                                                          |
| 11月25日 | SNK PLAYMORE パチスロ プレミアム サウンド コレクション | 喜多修平 | 「Break Deadlock」                                    |                                                                          |
| 2013年   |                                                        | |                                                       |                                                                          |
| 5月1日   | 宇宙戦艦ヤマト                                         | Project Yamato 2199 | 「宇宙戦艦ヤマト」                                    | テレビアニメ『宇宙戦艦ヤマト2199』オープニングテーマ                     |
| 5月1日   | 宇宙戦艦ヤマト                                         | 喜多修平、GRANRODEO、ささきいさお、影山ヒロノブ、遠藤正明、きただにひろし、福山芳樹、鈴村健一、高取ヒデアキ、谷本貴義、水木一郎、Rey（原田謙太） | 「宇宙戦艦ヤマト（Project Yamato 2199's Male Ver.）」 |                                                                          |
| 2014年   |                                                        | |                                                       |                                                                          |
| 7月23日  | ZERO/Endless NOVA performed by AG7                     | AG7 | 「Endless NOVA」                                      | テレビアニメ『最強銀河 究極ゼロ 〜バトルスピリッツ〜』エンディングテーマ |

### ライブ映像出演作品
| 発売日        | タイトル                                                           | 楽曲                                                                  |
| ------------- | ------------------------------------------------------------------ | --------------------------------------------------------------------- |
| 2009年9月16日 | PERSONA MUSIC LIVE -Velvetroom in AKASAKA BLITZ-                   | 「Breakin' through」                                                  |
| 2010年6月23日 | PERSONA MUSIC LIVE 2009 -Velvetroom in Wel City Tokyo-             | 「Breakin' through」 「Soul Phrase」 「サトミタダシ薬局店のうた2009」 |
| 2012年8月22日 | PERSONA MUSIC LIVE 2012 -MAYONAKA TV in TOKYO International Forum- | 「Breakin' through」 「Soul Phrase」                                  |

### 未発売音源
- Cerezo Anthem （セレッソ大阪(2008年 - ) / 作曲：本間勇輔）

ゲストボーカルとしてレコーディングに参加
- ニンニンマン！ （アニメ『万能野菜 ニンニンマン』主題歌(2011年)）
- VOICE OF PROMISE（ゲームアプリ『ZOIDS FIELD OF REBELLION』テーマソング(2017 - 2018年) / 編曲：小山寿）
- REAL SAVIORS（パチンコ『CRサイボーグ009VSデビルマン』挿入歌(2018年)）

## 出演

### テレビアニメ
- ペルソナ 〜トリニティ・ソウル〜（2008年、第11話 / キタ・シュウヘイ役）※DVD収録版では表記が「キタ☆シュウヘイ」に変更されている

### ラジオ・トークCD
- ラジオCD「ペルソナ ラジオ」Vol.1（2008年6月25日）